# Josh Klinghoffer
Josh Adam Klinghoffer (* 3. října 1979) je americký multiinstrumentalista.
V roce 2009 nahradil Johna Frusciante ve skupině Red Hot Chili Peppers. Se skupinou nahrál dvě studiové alba, I'm with You a The Getaway a také několik skladeb pro EP Rock & Roll Hall of Fame Covers EP (několik jich nahrál ještě předchozí kytarista). Ještě než nastoupil k RHCP, hrál na několika Fruscianteho sólových albech, přičemž album A Sphere in the Heart of Silence bylo vydáno pod oběma jmény (John Frusciante & Josh Klinghoffer). Vedle toho spolupracoval s umělci, jako jsou PJ Harvey, Charlotte Hatherley nebo skupina Thelonious Monster.
V roce 2012 byl jako člen RHCP uveden do Rock and Roll Hall of Fame a to i přesto, že ve skupině působil pouze tři roky.